# Hoàn Châu Lâu Chủ
Lý Thọ Dân (tiếng Trung: 李壽民; Wade–Giles: Li Shou-min; 28 tháng 2 năm 1902 – Tháng 2 năm 1961), tên lúc đầu là Lý Thiện Cơ (李善基), sau đổi thành Lý Hồng (李红), nổi tiếng với bút danh Hoàn Châu Lâu Chủ (tiếng Trung: 還珠樓主; Wade–Giles: Huan-chu-lou-chu), người Trường Thọ, Tứ Xuyên (nay là Trùng Khánh), là nhà văn chuyên viết tiểu thuyết kiếm hiệp và tiên hiệp của Trung Quốc.
Cuốn tiểu thuyết năm 1946 của ông có nhan đề Liễu Hồ hiệp ẩn (柳湖俠隱), phần tiền truyện của kiệt tác Thục Sơn kiếm hiệp truyện (蜀山劍俠傳), là một trong những tiểu thuyết kiếm hiệp đầu tiên được dịch sang tiếng Anh. Những tác giả kiếm hiệp khác có tiểu thuyết nằm trong số những tác phẩm đầu tiên được dịch sang tiếng Anh bao gồm Vương Bảo Tường, Cung Bạch Vũ, Trịnh Chứng Nhân và Chu Trinh Mộc.

## Tiểu sử
Hoàn Châu Lâu Chủ chào đời vào năm Quang Tự thứ 28 thời Thanh (1902), xuất thân từ nhà thế gia hoạn quan, tên ban đầu là Lý Thiện Cơ (sau đổi tên thành Lý Thọ Dân và Lý Hồng được sử dụng sau năm 1949). Cha ông là Lý Nguyên Phụ từng một thời ra làm Tri phủ Tô Châu dưới thời Quang Tự.
Hồi còn trẻ, Lý Thọ Dân thường cùng cha du ngoạn nam bắc, thưởng ngoạn phong cảnh các nơi, sau khi cha qua đời, gia đình lâm vào cảnh nghèo khó nên ông chỉ học ở Tô Châu vài năm rồi bỏ học ra đi làm sớm. Từ nhỏ ông đã say mê cựu học, đọc rộng kinh điển Phật giáo và Đạo giáo, đồng thời luyện tập võ thuật và khí công. Ông thông thạo học thuyết lý luận ba nhà Nho, Phật, Lão, giỏi thuật số học, y học, bói toán và chiêm tinh. Người ta đồn rằng trong thời kỳ Nhật Bản chiếm đóng Trung Quốc trong Thế chiến thứ hai, ông đã tính toán được vận may của viên đại tá người Nhật và cứu ông này thoát khỏi tai họa chết người.
Năm 19 tuổi, ông làm công chức chính phủ Bắc Dương ở Bắc Bình (nay là Bắc Kinh). Năm 1932, Thục Sơn kiếm hiệp truyện được xuất bản nhiều kỳ trên Thiên Phong báo ở Thiên Tân, toàn sách hơn một triệu chữ, có ảnh hưởng sâu sắc đến các thế hệ tiểu thuyết và điện ảnh Trung Quốc sau này. Trong giai đoạn sau, do số lượng lời mời ngày càng nhiều, tham vọng của tác giả dần tăng lên, đồng thời, ông tiếp tục viết thêm phần tiền truyện, hậu truyện, tân truyện, ngoại truyện và biệt truyện cho Thục Sơn kiếm hiệp truyện. Nó kéo dài nhiều thế hệ trước sau theo thời gian và không gian được mô tả trong Thục Sơn kiếm hiệp truyện. Kết quả là cái đuôi quá lớn đến mức không thể đưa ra phần tổng kết cuối cùng của Thục Sơn kiếm hiệp truyện, khiến cho ba trận đấu kiếm của phái Nga Mi trở nên bí ẩn hơn trong lòng độc giả.
Sau đó bộ truyện được Lệ Lực xuất bản xã ấn hành, viết đến năm 1949 vẫn chưa xong tập này. Cũng có nhiều tin đồn khác về cuốn Thục Sơn kiếm hiệp truyện chưa hoàn thành, bao gồm cả việc sau Thế chiến thứ hai, mạng lưới văn học ở Trung Quốc đại lục ngày càng trở nên bó buộc hơn, do đó tác giả không còn có thể viết tiểu thuyết kỳ ảo được nữa, và Hoàn Châu Lâu Chủ đành phải mưu sinh bằng nghề viết kịch bản hí khúc cho đến lúc mất vì ung thư thực quản vào năm 1961. Về phần kết của tập này, có tin đồn rằng con trai ông từng tiết lộ với bạn bè của cha mình rằng cha ông đã hoàn thành bản thảo trước khi qua đời và giao cho bạn mình xuất bản ở Hồng Kông, nhưng vì sao cuốn này chưa bao giờ được xuất bản hiện giờ vẫn còn là một bí ẩn. Tháng 3 năm 1949, ông dừng việc sáng tạo và xuất bản cuốn Thục Sơn kiếm hiệp hậu truyện còn dang dở ở Thượng Hải, kể từ đó, ông cống hiến hết mình để thể hiện sự sáng tạo của võ hiệp trong thời đại mới mang hơi hướng trừ bạo an dân và Đào Nguyên nhạc thổ.
Từ năm 1949 đến tháng 5 năm 1951, ông viết và xuất bản 13 tiểu thuyết kiếm hiệp, trong đó có bộ Nữ hiệp Dạ Minh châu. Về sau, do tình hình chính trị chấm dứt, truyện này được cải biên để tạo kịch bản cho Thượng Tiểu Vân và những người khác trình diễn. Năm 1958, tờ Văn nghệ học tập đăng bài viết mang tên "Đừng để Hoàn Châu Lâu Chủ tiếp tục thả độc", khiến ông bị kích động mạnh đến nỗi mắc chứng xuất huyết não; ít lâu sau thì qua đời vì ung thư thực quản vào tháng 2 năm 1961, hưởng dương 59 tuổi.
Bộ truyện Thục Sơn kiếm hiệp truyện là tác phẩm đầu tay và tiêu biểu của tác giả. Hoàn Châu Lâu Chủ là bút danh mà ông sử dụng trong tất cả các tác phẩm của mình.

## Tác phẩm
- Năm 1932: Thục Sơn kiếm hiệp truyện tổng cộng 50 hồi, 309 chương, 4,1 triệu chữ. Nội dung được xếp vào thể loại tiểu thuyết kiếm hiệp. Truyện được đăng nhiều kỳ trên Thiên Phong báo ở Thiên Tân vào đầu tháng 7 năm đó; do Thiên Tân Lệ Lực ấn thư cục (sau đổi tên thành Lệ Lực xuất bản xã) xuất bản thành các tập riêng biệt; từ tháng 10 năm 1946, tập 36 do Thượng Hải Chính khí thư cục xuất bản cho đến năm 1948, tập 50 được xuất bản vào tháng 9. Do sự thay đổi chế độ tại đại lục, truyện vẫn chưa kết thúc và phần tiếp theo là Thục Sơn kiếm hiệp hậu truyện gồm 5 tập. Có tin đồn rằng 5 tập này là giả mạo, không phải do Hoàn Châu Lâu Chủ viết.
- Năm 1934: Man Hoang hiệp ẩn 5 tập.
- Năm 1935: Thanh Thành thập cửu hiệp (Thục Sơn biệt truyện) 25 tập.
- Năm 1938: Biên Tắc anh hùng phổ (Biên Tắc anh hùng truyện) còn gọi là Thục Sơn tân truyện 3 tập.
- Năm 1941: Luân đề.
- Năm 1943: Cao Lan dị nhân truyện, Thiên Sơn phi hiệp 2 tập.
- Năm 1946: Võ Đang dị nhân truyện (Thục Sơn biệt truyện) 3 tập, Liễu hồ hiệp ẩn (Thục Sơn tiền truyện) 6 tập, Nga Mi thất nụy, (Thục Sơn chính truyện) 3 tập.
- Năm 1947: Lãnh hồn dục (Biên Tắc anh hùng truyện tục tập) 2 tập, Bắc Hải đồ long ký, (Thục Sơn tiền truyện) 3 tập, Hổ Trảo sơn vương 1 tập, Hiệp cái Mộc Tôn Giả 1 tập, Hắc hài nhi, Thục Sơn kiếm hiệp tân truyện, câu chuyện trong tập này không liên quan gì đến nguyên tác Thục Sơn mà chỉ kể về biến cố của nhiều thế hệ phái Nga Mi, bản thân câu chuyện này không có gì nổi bật và không thể so sánh với nguyên tác.
- Năm 1948: Thanh Môn thập tứ hiệp 4 tập, Quan Trung cửu hiệp, Vạn Lý cô hiệp, Đại Mạc anh hùng 4 tập, Đại hiệp Địch Long Tử 8 tập, Trưởng Mi chân nhân chuyên tập, Chinh Luân hiệp ảnh 7 tập, Thục Sơn kiếm hiệp hậu truyện, Nữ hiệp Dạ Minh châu 5 tập.
- Năm 1949: Võ Đang thất nữ (Võ Đang dị nhân truyện tục tập) 2 tập, Binh thư hạp 1 tập, Long Sơn tứ hữu 3 tập, Độc thủ cái 2 tập.
- Năm 1950: Hắc mã nghĩ, Hắc sâm lâm 2 tập, Tửu hiệp thần y, Thiết địch tử 1 tập, Dực nhân ảnh vô song 2 tập.
- Năm 1951: Quyền vương, Bạch khô lâu 1 tập.
- Năm 1956: Nhạc Phi truyện.
- Năm 1957: Du hiệp Kịch Mạnh.
- Năm 1958: Thập ngũ quán, Du hiệp Quách Giải.
- Năm 1960: Đỗ Phủ (tác phẩm truyền miệng do thư ký của tác giả là nữ sĩ Hầu Tăng ghi chép lại, đã không được xuất bản vào thời điểm đó, rồi sau được thu thập vào bộ Hoàn Châu Lâu Chủ toàn tập do Nhà xuất bản Văn nghệ Bắc Nhạc và Nhà xuất bản Nhân dân Sơn Tây đồng xuất bản).
- Vân Hải tranh kỳ ký (Thục Sơn ngoại truyện), không rõ năm xuất bản.
- Hắc hài nhi 3 tập, không rõ năm xuất bản.
- Vạn Lý cô hiệp 2 tập, không rõ năm xuất bản.
- Lực, không rõ năm xuất bản.

## Chuyển thể
Thục Sơn kiếm hiệp truyện được chuyển thể thành rất nhiều phiên bản, từ truyền hình cho đến điện ảnh:
- Tân Thục Sơn kiếm hiệp (phim Hồng Kông năm 1983)
- Thục Sơn kỳ hiệp (phim truyền hình Hồng Kông năm 1990)
- Thục Sơn kỳ hiệp chi tiên lữ kỳ duyên (phim truyền hình Hồng Kông năm 1991)
- Thục Sơn truyện (phim Hồng Kông năm 2001)
- Thục Sơn chiến kỷ chi kiếm hiệp truyền kỳ (phim truyền hình Trung Quốc năm 2015)